# Pavel Pogrebnjak
Pavel Viktorovitj Pogrebnjak (russisk: Павел Викторович Погребняк ; født 8. november 1983 i Moskva, RSFSR, Sovjetunionen) er en russisk fodboldspiller, der optræder som angriber hos Tosno. Pogrebnjak har tidligere optrådt for bl.a. engelske Reading, tyske Stuttgart og Zenit, hvor han med sidstnævnte nåede at vinde den daværende UEFA Cup i 2007/08 sæsonen.

## Karriere

### Begyndelsen
Pogrebnjak begyndte sin karriere i Spartak Moskva, hvor han opnåede 18 ligakampe. Under sin Spartak-tid blev det desuden til flere lejeophold hos andre russiske klubber, før han skiftede til Tom Tomsk i 2006. Her fik han sit endelige gennembrud med 13 mål i 26 kampe, hvilket førte til et skifte til storklubben Zenit Skt. Petersborg.

### Zenit Skt. Petersborg
Hos Zenit fik Pogrebnjak yderligere succes, og i sin første sæson vandt klubben ligaen, mens han selv bidrog med 13 mål. Zenit vandt desuden den russiske Super Cup over Lokomotiv Moskva, hvor Pogrebnjak scorede det vindende mål i det 82. minut.
I 2007/08 sæson konkurrerede Zenit også i UEFA Cuppen, hvor han endte som delt topscorer sammen med italienske Luca Toni (begge 10 mål), da klubben vandt turneringen. Pogrebnjak missede selv finalen, da han havde fået en karantænegivende advarsel i semifinalen mod Bayern München. Zenit slog Glasgow Rangers i finalen, og de vandt efterfølgende også UEFA Super Cuppen med en 2-1 sejr over Manchester United, hvor Pogrebnjak scorede et af klubbens to mål.

### Stuttgart
Den 1. august, 2009, skiftede Pogrebnjak til tyske Stuttgart.
Hos Stuttgart kæmpede Pogrebnjak med svigtende form og knæproblemer, men russeren nåede dog at score 15 mål i 68 ligakampe inden sit skifte til Fulham i januar, 2012.

### Fulham
I begyndelsen af 2012 købte Fulham Pogrebnjak, efter at de havde solgt Bobby Zamora til lokalrivalerne fra Queens Park Rangers. I sin debut på Craven Cottage scorede Pogrebnjak det første mål i en 2-1 sejr over Stoke City. Russeren fordoblede sit målantal i lige så mange kampe, da han i sin anden optræden for Fulham afgjorde lokalbraget mod Queens Park Rangers ved at score kampens eneste mål. Pogrebnjak fulgte op på sine to første mål i Fulham-trøjen med at score et hattrick i sin tredje kamp, da Wolverhampton blev slået 5-0 på Craven Cottage den 4. marts, 2012.

### Reading
Pogrebnjak forlod Fulham i sommeren 2012, da han ikke kunne blive enig med klubben om en forlængelse af aftalen. Det førte til at Pogrebnyak skrev under på en fire årige aftale i Reading.

### Landshold
Pogrebnjak står per 26. maj 2012 noteret for 33 landskampe og otte mål for Ruslands landshold.